# Episodi di My Hero Academia (quarta stagione)
La quarta stagione dell'anime My Hero Academia comprende gli episodi dal 64 all'88, per un totale di 25 episodi. La trama racchiude gli eventi legati alla Shie Hassaikai, un'associazione di villain fallita dopo un attacco avvenuto per mano degli eroi e il tradimento dell'alleanza stretta con Tomura. Successivamente gli studenti della Yuuei organizzano il festival culturale, un momento di serenità pensato soprattutto per la piccola Eri che viene minacciato dalle ambizioni di Gentle Criminal.
Annunciata nel numero 44 del Weekly Shōnen Jump del 2018, la quarta stagione è stata trasmessa in Giappone dal 12 ottobre 2019 al 4 aprile 2020 su ytv e NTV. In Italia è stata pubblicata in simulcast su VVVVID e Crunchyroll con sottotitoli italiani ed è stata trasmessa con doppiaggio italiano su Italia 2 dal 14 aprile al 19 maggio 2021. In seguito alla serie, Italia 2 ha trasmesso anche l'OAV Resistete! La prova di sopravvivenza in due episodi.
Nell'edizione originale, la prima metà della stagione (dall'episodio 64 al 77) adopera la sigla di apertura Polaris (ポラリス? lett. "Stella polare") dei Blue Encount e la sigla di chiusura Koukai no Uta di Sayuri. La seconda metà della stagione (dall'episodio 78 al 88) invece utilizza la sigla di apertura Starmarker dei Kana-Boon e la sigla di chiusura shout Baby di Ryoku Oushoku Shakai.

## Lista episodi
| Nº serie | Nº | Titolo italiano Giapponese 「Kanji」 - Rōmaji | In onda          | In onda        |
| Nº serie | Nº | Titolo italiano Giapponese 「Kanji」 - Rōmaji | Giapponese       | Italiano       |
| 64       | 1  | Scoop alla 1-A della Yuuei 「スクープ雄英1年A組」 - Sukūpu yū Ichi-Nen Ei-Gumi | 12 ottobre 2019  | 14 aprile 2021 |
| 64       | 1  | Un giornalista sospetta che All Might abbia scelto il suo successore tra gli studenti della 1-A della Yuuei e, per questo motivo, chiede ed ottiene dalla scuola la possibilità di fare un reportage sulla vita scolastica degli studenti. Una volta capito che Midoriya è il successore designato da All Might, gli promette che non pubblicherà la notizia in quanto grande ammiratore di All Might stesso, che anni prima aveva salvato la vita a suo padre, ma che aspetterà con fiducia il giorno in cui Izuku prenderà il posto del suo predecessore a tutti gli effetti. |                  |                |
| 65       | 2  | Overhaul 「オーバーホール」 - Ōbāhōru | 19 ottobre 2019  | 14 aprile 2021 |
| 65       | 2  | L'Unione dei Villain si incontra con un uomo di nome Kai Chisaki, meglio noto come Overhaul, il quale è a capo di un'organizzazione criminale chiamata Shie Hassaikai. Shigaraki gli propone di unirsi a loro ma Overhaul risponde che è lui a volere che i villain dell'Unione seguano i suoi ordini. Le incomprensioni tra i due portano allo scontro fisico, durante il quale Chisaki uccide uno dei membri dell'Unione e poi fugge. Nel frattempo, alla Yueei, Midoriya chiede a Mirio di poterlo presentare a Sir Nighteye, vecchio collaboratore di All Might con il quale è ormai in pessimi rapporti, affinché possa svolgere presso la sua agenzia (dove Mirio già lavora da tempo) il tirocinio seguente all'ottenimento della licenza provvisoria.                                                                           |                  |                |
| 66       | 3  | Sir Nighteye 「ボーイ・ミーツ...」 - Bōi Mītsu | 26 ottobre 2019  | 14 aprile 2021 |
| 66       | 3  | Midoriya si presenta all'agenzia di Sir Nighteye ma questi si rivela molto scontroso nei suoi confronti, poiché non lo ritiene un degno successore del One for All. Sir Nighteye decide comunque di mettere alla prova Izuku, sfidandolo a sottrargli un timbro in un tempo massimo di tre minuti. Midoriya non riesce a superare il test, poiché Sir Nighteye possiede un quirk che gli permette di prevedere il futuro di colui che tocca o guarda negli occhi. Nonostante il fallimento, Sir Nighteye accetta Izuku come tirocinante e lo informa che il suo primo compito sarà di raccogliere, insieme a Mirio, informazioni su Overhaul. Nel finale dell'episodio, mentre Izuku e Mirio svolgono le indagini, si imbattono in una bambina di nome Eri che, spaventata, fugge da qualcuno: l'uomo si rivela essere proprio Chisaki. |                  |                |
| 67       | 4  | Un destino avverso 「抗う運命」 - Aragau unmei | 9 novembre 2019  | 14 aprile 2021 |
| 67       | 4  | Chisaki porta via la bambina affermando che si tratta di sua figlia mentre Izuku e Mirio informano Sir Nighteye di quanto accaduto. Izuku scopre, inoltre, il motivo dei cattivi rapporti tra All Might e Nighteye: All Might gli racconta, infatti, che sei anni prima il suo collaboratore gli aveva consigliato di ritirarsi avendo previsto con il suo quirk che, se non l'avesse fatto, sarebbe andato incontro a morte certa nel giro di sei o sette anni. Nel finale dell'episodio, Shigaraki si presenta a sorpresa da Overhaul, affermando di aver cambiato idea e di essere disposto a collaborare con lui. |                  |                |
| 68       | 5  | Che coraggio! Let's go, Red Riot! 「ガッツだレッツラレッドライオット」 - Gattsu da Rettsura Reddo Raiotto | 16 novembre 2019 | 14 aprile 2021 |
| 68       | 5  | Anche Kirishima sta svolgendo il tirocinio da eroe, essendo stato selezionato da un'agenzia presso la quale lavora Amajiki, uno dei Big Three. Durante una ronda notturna, Amajiki sventa un crimine ma uno dei delinquenti, nascostosi tra la folla, gli spara addosso un proiettile contenente una sostanza che gli impedisce di usare il suo quirk. Kirishima lo insegue ma, proprio mentre sta per catturarlo, il criminale si inietta un liquido che potenzia a dismisura il suo quirk. Nonostante ciò, Kirishima riesce ad avere la meglio portando il suo corpo alla durezza massima possibile. |                  |                |
| 69       | 6  | Una brutta storia 「嫌な話」 - Iya na hanashi | 23 novembre 2019 | 21 aprile 2021 |
| 69       | 6  | Sir Nighteye convoca diversi eroi tra cui Fat Gum, Dragon Hero, Eraserhead e i Big Three della Yuuei a una riunione per ottenere il loro aiuto nell’operazione di salvataggio di Eri. Sir Nighteye spiega, infatti, che Overhaul si serve del quirk di Eri per mettere in commercio il siero che annulla i quirk con cui era entrato in contatto Amajiki. Anche Midoriya, Uraraka, Asui e Kirishima si impegnano prestare il loro aiuto per il buon fine dell’operazione. |                  |                |
| 70       | 7  | Go! 「GOゴー!!」 - GO !! | 30 novembre 2019 | 21 aprile 2021 |
| 70       | 7  | Gli eroi individuano la base operativa della Shie Hassaikai, dove Eri è tenuta prigioniera e dove si trovano anche Overhaul e i suoi seguaci. Con il sostegno della polizia, inizia l’irruzione nella base. |                  |                |
| 71       | 8  | Suneater dei Big Three 「ビッグ3のサンイーター」 - Biggu 3 no San'ītā | 7 dicembre 2019  | 21 aprile 2021 |
| 71       | 8  | Tre membri della Shie Hassaikai attaccano il gruppo di eroi che si sta dirigendo a salvare Eri. Per accelerare l’operazione di salvataggio, Amajiki si offre di tenerli impegnati da solo. Nel corso del combattimento, viene rivelato l’origine del nome da eroe di Amajiki. Da sempre amico di Mirio, Tamaki, che lo ammirava perché capace di farsi valere e risplendere come il sole, gli disse che non sarebbe mai potuto diventare un eroe del suo livello. Di fronte a tale affermazione, Mirio rispose che, con le sue capacità, Tamaki sarebbe potuto diventare un eroe capace di divorare persino il sole. Dopo un duro scontro, Suneater ha la meglio sui nemici ma crolla a terra senza più forze. |                  |                |
| 72       | 9  | Red Riot 「烈怒頼雄斗レッドライオット」 - Reddo Raiotto | 14 dicembre 2019 | 21 aprile 2021 |
| 72       | 9  | Tengai e Rappa, due membri della Shie Hassaikai, attaccano Fat Gum e Kirishima, mettendoli in seria difficoltà. Red Riot, in particolare, rimane pietrificato dalla paura a causa della forza degli avversari. In quel momento, tuttavia, Kirishima ricorda un atto di codardia di cui si era macchiato quando ancora andava alle medie, a seguito del quale si era ripromesso di superare le proprie paure e diventare un vero eroe. Proteggendo Fat Gum con il suo quirk dagli attacchi avversari, permette quindi a all’eroe di sconfiggere Rappa e Tengai. |                  |                |
| 73       | 10 | La trasferta 「出向」 - Shukko | 21 dicembre 2019 | 21 aprile 2021 |
| 73       | 10 | Mimic, direttore della Shie Hassaikai, separa gli eroi rimasti che vengono attaccati da Himiko e Twice, membri dell’Unione dei Villain incaricati da Shigaraki di collaborare con Chisaki. In un primo momento i due sembrano seguire le direttive della Shie Hassaikai ma decidono poi di lasciar perdere, scatenando l’ira di Mimic. |                  |                |
| 74       | 11 | Lemillion 「ルミリオン」 - Rumirion | 28 dicembre 2019 | 28 aprile 2021 |
| 74       | 11 | Approfittando della mancanza di autocontrollo di Mimic, Midoriya e Aizawa lo sconfiggono, mentre Toga e Twice fuggono. Nel frattempo, Mirio raggiunge Chisaki e gli ultimi membri rimanenti della Shie Hassaikai. Lemillion riesce a sconfiggere tutti i sottoposti di Overhaul e a mettere in seria difficoltà Chisaki, riuscendo a sottrargli Eri. Tuttavia, al fine di proteggere la bambina, viene colpito da uno dei proiettili che cancellano i quirk, perdendo la sua Permeazione. Mentre si trova costretto a lottare senza quirk, sopraggiungono Izuku, Aizawa e Sir Nighteye in suo aiuto. |                  |                |
| 75       | 12 | Un'invisibile speranza 「見えない気望」 - Mienai kibo | 4 gennaio 2020   | 28 aprile 2021 |
| 75       | 12 | Mentre Mirio cerca di portare via Eri, Sir Nighteye e Izuku iniziano a battersi con Overhaul ma il primo dei due viene ferito gravemente da Chisaki. A quel punto Eri decide di riconsegnarsi a Overhaul ma Midoriya glielo impedisce. Sul finale dell’episodio, Uraraka,Tsuyu e Dragon Hero arrivano sul luogo dello scontro. |                  |                |
| 76       | 13 | L'infinito 100% 「無限100%」 - Mugen 100 pāsento | 11 gennaio 2020  | 28 aprile 2021 |
| 76       | 13 | Uraraka, Dragon Hero e Tsuyu soccorrono Nighteye, il quale le informa di aver previsto che Overhaul vincerà lo scontro con Midoriya e lo ucciderà. Nel mentre infuria la battaglia, Midoriya scopre in cosa consista effettivamente il quirk di Eri: la bambina non cancella direttamente i quirk, bensì riavvolge le persone portandole al loro stato originale, ad esempio guarendo ferite che si sono appena procurate. Izuku chiede alla bambina di usare il suo potere su di lui, così da attivare il 100% del One For All senza restare ferito. Grazie a questa strategia, Midoriya sconfigge Overhaul, sconfessando la predizione di Nighteye. |                  |                |
| 77       | 14 | Un futuro radioso 「明るい将来」 - Akarui mirai | 18 gennaio 2020  | 28 aprile 2021 |
| 77       | 14 | Tutti i membri della Shie Hassaikai vengono arrestati, mentre gli eroi feriti sono portati in ospedale. Toga e Twice fuggono e informano i loro compagni della sconfitta della Yakuza. L'unione intercetta quindi il convoglio della polizia per vendicarsi di Overhaul, e Tomura e Mr. Compress distruggono entrambe le sue braccia di Overhaul, impedendogli di usare il suo Quirk, e prendono i proiettili che distruggono il Quirk. All'ospedale, le ferite riportate da Sir Nighteye sono troppo gravi e l’eroe muore tra le lacrime di Izuku, Mirio e All Might, con il quale si riappacifica prima di spirare. In punto di morte, Nighteye fa un’ultima predizione: Mirio diventerà il più straordinario degli eroi, lasciandosi così intendere che in futuro potrebbe riacquistare il suo quirk perduto.                        |                  |                |
| 78       | 15 | Fiamme latenti 「くすぶる炎」 - Kusuburu Honō | 25 gennaio 2020  | 28 aprile 2021 |
| 78       | 15 | Midoriya, Kirishima, Uraraka e Tsuyu fanno ritorno alla Yueei, dove vengono accolti dai loro compagni. Il giorno seguente, Bakugo e Todoroki si recano alle lezioni supplementari per l’ottenimento della licenza temporanea. Nel frattempo Gran Torino e Tsukauchi catturano Kurogiri, membro dell’Unione dei Villain, ma scoprono allo stesso tempo che è a piede libero un diretto sottoposto di All For One di cui nessuno era finora a conoscenza: un gigante noto come Gigantomachia. |                  |                |
| 79       | 16 | Conquistate il cuore dei mocciosi 「ブラットの心に勝つ」 - Buratto no kokoro ni katsu | 1º febbraio 2020 | 5 maggio 2021  |
| 79       | 16 | Alle lezioni supplementari Todoroki e Bakugo devono superare un test che mette alla prova la loro capacità di relazionarsi con gli altri nella loro attività di eroi. Esso consiste nel guadagnare l’ammirazione dei bambini di una scuola elementare che, tuttavia, decidono di sfidarli in un combattimento utilizzando i loro quirk. |                  |                |
| 80       | 17 | Il recupero della licenza temporanea 「ホッコ仮免講習」 - Hokko karimen kōshū? | 8 febbraio 2020  | 5 maggio 2021  |
| 80       | 17 | Todoroki e Bakugo, con l’aiuto di Inasa e Camie, utilizzano i loro quirk per costruire una giostra, conquistando finalmente la fiducia dei bambini. Alla Yuuei, Aoyama rivela a Izuku che anche lui ha difficoltà a controllare il proprio quirk e i due diventano amici. |                  |                |
| 81       | 18 | Il Festival della Cultura 「文化祭」 - Bunkasai | 15 febbraio 2020 | 5 maggio 2021  |
| 81       | 18 | Aizawa informa gli studenti che si terrà il festival della cultura, un evento in cui dovranno mettersi in mostra le sezioni diverse da quella per eroi. Gli studenti della 1-A decidono di parteciparvi preparando un concerto e Midoriya invita al festival anche Eri. Nel frattempo,in Giappone si susseguono varie rapine commesse da un uomo che si fa chiamare Gentle Criminal, il quale, con l’aiuto della sua assistente La Brava, riprende i video dei suoi crimini per pubblicarli in rete. |                  |                |
| 82       | 19 | I preparativi: Il momento più bello 「文化祭って準備してる時が一番楽しいよね」 - Bunkasai tte junbi shiteru toki ga ichiban tanoshī yone | 22 febbraio 2020 | 5 maggio 2021  |
| 82       | 19 | Gli studenti della 1-A si preparano per il concerto mentre Gentle Criminal organizza la sua prossima impresa: il suo obiettivo consiste nell’introdursi nella Yuuei. Izuku, grazie a un consiglio di All Might, inizia ad allenarsi per poter sfruttare lo spostamento d’aria causato dal suo quirk nel muovere le sue dita. |                  |                |
| 83       | 20 | Golden Tips Imperial 「ゴールドティップスインペリアル」 - Gōrudo Tippusu Inperiaru | 29 febbraio 2020 | 12 maggio 2021 |
| 83       | 20 | La band, capitanata da Jiro, e il corpo di ballo, che ha come insegnante Ashido, iniziano le prove per il Festival della cultura. |                  |                |
| 84       | 21 | Deku vs Gentle Criminal 「デクVSバーサスジェントル・クリミナル」 - Deku Bāsasu Jentoru Kuriminaru | 7 marzo 2020     | 12 maggio 2021 |
| 84       | 21 | Il giorno del festival della cultura Midoriya si reca a comprare una corda necessaria per lo spettacolo preparato dagli studenti della 1-A. Tuttavia, il ragazzo casualmente si imbatte nei due villain Gentle Criminal e La Brava, i quali sono intenzionati a infiltrarsi nella scuola. Midoriya inizia dunque a battersi con Gentle, il cui quirk consiste nel rendere elastica qualsiasi cosa tocchi. |                  |                |
| 85       | 22 | Un futuro di luce 「開催文化祭!!」 - Kaisai bunkasai!! | 14 marzo 2020    | 12 maggio 2021 |
| 85       | 22 | Nonostante alcune difficoltà, Izuku riesce ad avere la meglio su Gentle e La Brava. Quando si appresta a portarli via per consegnarli alle autorità, La Brava attiva Love, il suo quirk, consistente nel potenziare le abilità del soggetto al quale lei è più affezionata. Gentle Criminal diventa così molto più forte ma Izuku riesce comunque a vincere, forte dell’esperienza maturata nelle sue recenti battaglie. |                  |                |
| 86       | 23 | Il concerto della 1-A 「垂れ流せ！ 文化祭！」 - Tare Nagase! Bunkasai! | 21 marzo 2020    | 12 maggio 2021 |
| 86       | 23 | Dopo la sconfitta, Gentle e La Brava si consegnano ad alcuni insegnanti della Yuuei giunti sul posto, mentre Midoriya torna a scuola per partecipare al concerto, al quale assistono anche Mirio e Eri. La bambina, dopo una vita di atroci sofferenze, sorride per la prima volta: finalmente è libera dallo spettro di Chisaki. |                  |                |
| 87       | 24 | La Hero Billboard Chart JP 「ヒーロービルボードチャート」 - JP Hīrō Birubōdo Chāto Jeipī | 28 marzo 2020    | 19 maggio 2021 |
| 87       | 24 | Gli studenti della Yueei ricevono una visita da parte dei Wild Wild Pussycats, che ricordano loro che il giorno successivo verrà presentata al pubblico la consueta Hero Billboard Chart JP, con la quale vengono designati i migliori eroi del Giappone: il primo posto, dopo il ritiro di All Might, è ora occupato da Endeavor. In seguito, proprio Endeavor riceve una richiesta di team-up da parte di Hawks, l’eroe che occupa il secondo posto, per indagare su alcuni Nomu. Mentre i due discutono della cosa in un ristorante, vengono improvvisamente attaccati proprio da un Nomu. |                  |                |
| 88       | 25 | Un nuovo inizio 「始まりの」 - Hajimari no | 4 aprile 2020    | 19 maggio 2021 |
| 88       | 25 | Endeavor e Hawks iniziano a combattere con il Nomu che, rispetto ai suoi predecessori, manifesta segni di raziocinio ed è anche in grado di parlare. L'avversario si rivela più forte del previsto, al punto che infligge una grossa ferita sul volto a Endeavor. Quest'ultimo, determinato a diventare un simbolo allo stesso modo in cui lo era All Might, dà fondo a tutte le proprie forze e incenerisce l'avversario. La stampa, accorsa sul luogo dello scontro, annuncia che la vittoria di Endeavor rappresenta un nuovo inizio per il mondo degli eroi. Izuku fa uno strano sogno, in cui vede i predecessori del One For All. Il primo di essi si rivolge direttamente a lui ma Midoriya si sveglia molto turbato. |                  |                |

## Home video
La quarta stagione è stata distribuita in DVD e Blu-Ray in Giappone da Toho in sei volumi fra il 22 gennaio 2020 e il 17 giugno 2020.
| Volume | Episodi | Data di pubblicazione |
| ------ | ------- | --------------------- |
| 1      | 64–68   | 22 gennaio 2020       |
| 2      | 69–72   | 19 febbraio 2020      |
| 3      | 73–76   | 18 marzo 2020         |
| 4      | 77–80   | 15 aprile 2020        |
| 5      | 81–84   | 20 maggio 2020        |
| 6      | 85–88   | 17 giugno 2020        |

In Italia è stata pubblicata da Dynit nei medesimi supporti e in un'unica uscita avvenuta il 3 novembre 2021 comprendente anche l'OAV in due episodi Resistete! La prova di sopravvivenza.